# Molophilus chrysopterus
Molophilus chrysopterus är en tvåvingeart som beskrevs av Alexander 1930. Molophilus chrysopterus ingår i släktet Molophilus och familjen småharkrankar. Inga underarter finns listade i Catalogue of Life.